# Raphael Warnock
Raphael Gamaliel Warnock (* 23. července 1969 Savannah, Georgie) je americký baptistický pastor, politik za Demokratickou stranu, od 20. ledna 2021 senátor za stát Georgie.
Warnock od roku 2005 působí jako seniorní pastor v Ebenezerském baptistickém kostele v Atlantě, ve kterém kdysi kázal Martin Luther King. Pozornost veřejnosti získal díky svým aktivitám na podporu rozšíření možnosti zdravotního pojištění v Georgii při Obamacare.

## Politická kariéra

### 2020–2021 volby do Senátu USA
V lednu 2020 oznámil svou kandidaturu do Senátu USA za stát Georgie ve zvláštních volbách téhož roku. Volby se konaly poté, co se republikánský senátor Johnny Isakson ze zdravotních důvodů vzdal svého mandátu. Guvernér státu na jeho místo dočasně dosadil Kelly Loefferovou, která pak sama oznámila svou kandidaturu ve zvláštních volbách.
V prvním kole, které se konalo 3. listopadu 2020, Warnock vyhrál s 32,9 %, Kelly Loefferová získala 25,9 % hlasů, žádný kandidát tedy nezískal nadpoloviční většinu a tak se kvůli volebnímu zákonu v Georgii muselo konat druhé kolo. V druhém kole konaném 5. ledna 2021 Warnock svou oponentku porazil o 2 procentní body a stal se tak senátorem.
Souběžně s těmito volbami se v Georgii konaly i řádné volby do Senátu USA, ve kterých Republikáni rovněž obhajovali své křeslo. I v nich ale zvítězil kandidát demokratů, John Ossoff. Před druhými koly obou voleb bylo rozložení v Senátu 52:48 ve prospěch republikánů, po vítězství Warnocka a Ossoffa se stav vyrovnal a po inauguraci Joea Bidena a Kamaly Harrisové demokraté získali v Senátu většinu.
Warnock a Ossoff se stali prvními demokratickými senátory za stát Georgie od roku 2000. Sám Warnock se pak stal prvním demokratickým Afroameričanem v Senátu za bývalý stát Konfederace.

### 2022 volby do Senátu USA
V lednu 2021 Warnock oznámil svůj záměr obhájit mandát v řádných volbách dalšího roku. V druhém kole konaném 6. prosince se utkal s bývalým hráčem NFL Herschelem Walkerem, kterého porazil poměrem 51,4 % ku 48,6 % a svůj mandát tak obhájil, čímž, po výhře Johna Fettermana v Pensylvánii v prvním kole, demokraté získali 51. křeslo v Senátu.

## Postoje

### Interrupce
Warnock podporuje legalizaci interrupcí. V červenci 2022 označil zrušení rozhodnutí Ústavního soudu v případu Roe vs. Wade jako chybné.

### Trest smrti
Warnock je odpůrcem trestu smrti, který je v Georgii legální.

### Práva LGBT
Warnock je zastáncem manželství stejnopohlavních párů, podporuje i federální zákaz diskriminace na základě sexuální orientace nebo genderové identity.